# Évolution moléculaire
L'évolution moléculaire ou évolution du génome correspond à l'ensemble des modifications d´un génome au cours de générations successives au sein d'une population. C'est le moteur de l'évolution des espèces. L´étude de l´évolution moléculaire des génomes tente d'expliquer les changements biologiques au niveau moléculaire et cellulaire. Ceci met en jeu plusieurs disciplines telles que la biologie moléculaire, la génétique, la génomique et la bio-informatique. 
Elle se concentre sur l'étude des modifications moléculaires apparaissant en particulier au niveau des nucléotides de l'ADN et de l'ARN, au travers de mutations ponctuelles ou d'autres modifications plus importantes du génome : duplications, délétions, réarrangements chromosomiques... L'évolution moléculaire s'intéresse à la fréquence de ces événements, à leur impact en termes de phénotype, ainsi qu'aux processus et de sélection naturelle et de dérive génétique dans une population. De manière plus macroscopique, l'évolution moléculaire s'intéresse à l'impact de ces événements moléculaires sur les processus de spéciation (apparition de nouvelles espèces) et la parenté évolutive des espèces, sur la base de l'analyse comparative des séquences de leurs génomes. Elle permet parfois de proposer des scénarios moléculaires expliquant l'apparition des espèces actuelles et la structure de leur génome.
L'évolution moléculaire s'appuie en effet une analyse structurelle et fonctionnelle des génomes, c´est-à-dire par exemple : l´étude de la taille du génome, l´évolution du nombre de gènes, leur synténie, la multiplication des séquences répétées ou l'évolution du pourcentage en bases GC.